# Coelurosaurier
Coelurosaurier (ihåligsvansade ödlor), var en infraordning eller klad av dinosaurier inom underordningen theropoda. Coelurosaurier var vitt spridda djur, och fossil efter dem har hittats på flera kontinenter, både i Europa, Asien, Nordamerika och Sydamerika. Deras fossil har hittats som tidigast i avlagringar från Jura och de lever kvar än idag i form av fåglarna.

## Definition
Coelurosauria definieras som den mest omfattande klad som innehåller gråsparven men inte allosauriderna Allosaurus, Sinraptor eller Carcharodontosaurus. Definitionen är sålunda stambaserad.

## Om Coelurosauria

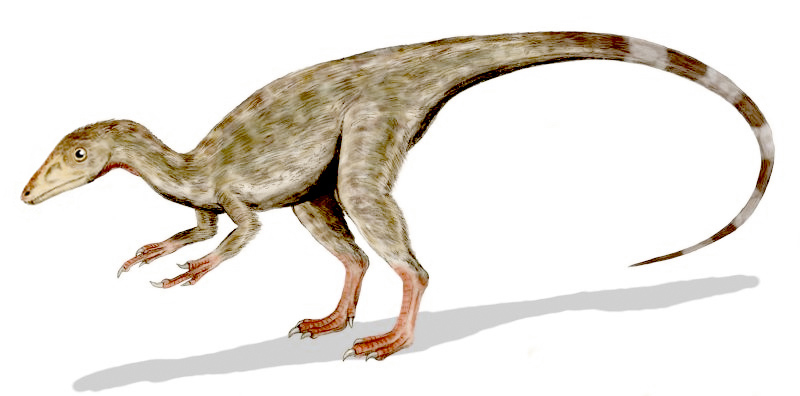
Illustration av Compsognathus, en typisk liten coelurosaurie från Tyskland.

Coelurosaurier var liksom andra theropoder utpräglade att endast gå på bakbenen. Frambenen var kortare än bakbenen, men ändå välutvecklade, och bar vanligen tre fingrar, där det mittersta fingret var längst. Det är möjligt att flera släkten hade god gripförmåga. De balanserade kroppen med svansen, som hos många släkten var ganska lång. Deras ihåliga och lätta skelett gjorde dem troligen till smidiga djur. Många Coelurosaurier hade också relativt stora hjärnor jämfört med andra dinosaurier, trots att det inte är känt hur intelligenta de kan ha varit. De flesta coelurosaurier mätte mindre än 5 meter från nost till svansspets.

### Kosthåll
Forskarna tror att de allra flesta coelurosaurier, liksom andra theropoder, var köttätare. Några familjer betraktas dock ha varit allätare eller växtätare. De som främst har framförts som växtätare är troligen Therizinosauroiderna, även om man tror att de tidigaste formerna var köttätare, varefter de tros ha övergått till att äta växter.
Familj Troodontidae betraktas ofta som köttätare, men det finns bevis för att de skulle ha kunnat vara allätare eller växtätare. Släktet Troodon har tänder med sågtandning liknande ett växtätande kräldjurs, och dess käkar är U-formade, som en leguans. En annan troodontid, Jinfengopteryx, är känd från fossil med frön bevarade i magen. Även Oviraptorosaurierna har av några forskare betraktats som allätare eller växtätare.

### Fjädrar

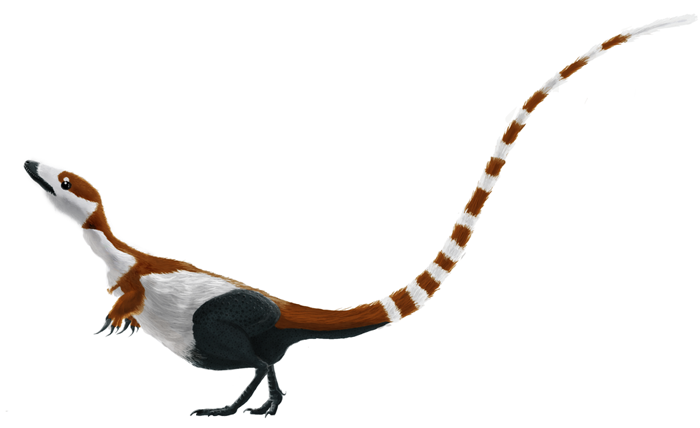
Illustration av Sinosauropteryx, med fjädrar. Färgerna är baserade på melanosomer påträffade i fossilet, som visar att individen hade rödbruna och vita ränder på svansen (Benton et.al, 2010).

Flera fossil efter olika släkten med coelurosaurier har mörkare partier och utväxter bevarade runt skelettet. Dessa representerar fossiliserade fjädrar, och detta har använts för att understödja och rentav bekräfta teorin att fåglar utvecklats ur coelurosaurierna. Den första dinosaurien som beskrevs med bevarade fjädrar var Sinosauropteryx (Ji, 1996), som verkar ha haft kroppen täckt med enkla fjädrar, liknande dem hos en kiwifågel. Sedan dess har fjädrar blivit beskrivna från flera olika familjer, antingen bevarade som fossil, eller att dinosaurierna verkar ha haft fäste för fjädrar på skelettet. Några andra dinosaurier som bevisats ha haft fjädrar är Epidexipteryx, Anchiornis, Sinornithosaurus, Microraptor, Dilong och Velociraptor. Eftersom så många coelurosaurier i så många olika familjer hittats med fjädrar är det troligt att hela gruppen hade dem. Andra fynd i andra grupper av dinosaurier visar även att fjädrar kan ha varit mer utspridda i dinosaurierna än man tidigare har trott.

## Taxonomi
Klad Coelurosauria
- †Compsognathidae (till exempel Compsognathus)
- †Tyrannosauroidea (till exempel Proceratosaurus och Tyrannosaurus)
- †Ornithomimosauria (till exempel Deinocheirus och Struthiomimus)
- †Alvarezsauroidea (till exempel Alvarezsaurus)
- Maniraptora
  - †Therizinosauria (till exempel Therizinosaurus och Nothronychus)
  - †Oviraptorosauria (till exempel Oviraptor)
  - †Archaeopterygidae (till exempel Archaeopteryx)
  - †Deinonychosauria (till exempel Velociraptor, Deinonychus och Troodon)
  - Avialae
    - †Scansoriopterygidae (till exempel Yi och Epidexipteryx)
    - †Omnivoropterygidae (till exempel Sapeornis)
    - †Confuciusornithidae (till exempel Confuciusornis)
    - †Enantiornithes (till exempel Zhouornis)
    - Euornithes
      - †Yanornithiformes (till exempel Songlingornis)
      - †Hesperornithes (till exempel Baptornis och Hesperornis)
      - Aves (moderna fåglar och deras utdöda släktingar)

Med undantag av fåglarna (Aves) är alla kända grupper av coelurosaurier idag utdöda.